# ISO 3166-2:BJ
ISO 3166-2:BJ is een ISO-standaard met betrekking tot de zogenaamde geocodes. Het is een subset van de ISO 3166-2 tabel, die specifiek betrekking heeft op Benin. 
De gegevens werden tot op 27 november 2015 geüpdatet op het ISO Online Browsing Platform (OBP). Hier worden 12 departementen - department (en) / département (fr) - gedefinieerd.
Volgens de eerste set, ISO 3166-1, staat BJ voor Benin, het tweede gedeelte is een tweeletterige code.

## Codes
| Code  | Naam       |
| ----- | ---------- |
| BJ-AL | Alibori    |
| BJ-AK | Atakora    |
| BJ-AQ | Atlantique |
| BJ-BO | Borgou     |
| BJ-CO | Collines   |
| BJ-KO | Couffo     |
| BJ-DO | Donga      |
| BJ-LI | Littoral   |
| BJ-MO | Mono       |
| BJ-OU | Ouémé      |
| BJ-PL | Plateau    |
| BJ-ZO | Zou        |